# Bocchoris inductalis
Bocchoris inductalis là một loài bướm đêm trong họ Crambidae.